# Carex moupinensis
Espèce
Classification phylogénétique
Carex moupinensis est une espèce des plantes du genre Carex et de la famille des Cyperaceae.